# Sywulja Welyka
Der Sywulja Welyka (ukrainisch Сивуля Велика; russisch Сивуля-Большая Siwulja-Bolschaja, polnisch Wielka Sywula) ist mit 1836 m Höhe der höchste Berg im Gorgany, einem Gebirgszug der Waldkarpaten in der Ukraine.
Über den Berg in der Oblast Iwano-Frankiwsk verlief in den 1920er Jahren die Grenze zwischen Polen und der Tschechoslowakei und zuvor die Front im Ersten Weltkrieg, wovon noch Grenzpfähle und Reste von Festungsanlagen zeugen.